# Marcelo Mosset
Julio Marcelo Mosset (Santa Fe, Argentina; 29 de septiembre de 1981) es un exfutbolista y actual director técnico argentino. Jugaba como marcador central y su primer equipo fue Unión de Santa Fe. Su último club antes de retirarse fue Estudiantes de San Luis.

## Trayectoria

### Como jugador
Surgió de las divisiones inferiores del club, debutando en el año 1999, y formando parte del plantel profesional hasta el año 2006. En 2007 es cedido en calidad de préstamo al Barcelona de Ecuador por un año. Sin embargo, a mediados del mismo, el club ecuatoriano decide dar por finalizado el préstamo del jugador, por lo cual retorna a la entidad tatengue.
A principios de 2009, es cedido a préstamo a Ferro. En junio de
2009 se marcha a Olimpo de Bahía Blanca, donde conseguiría el título de campeón de la Primera B Nacional. Continuó desempeñándose en Olimpo, disputando la temporada 2010-2011 en la Primera División.
En julio de 2012, tras un paso por Atlético Tucumán en la temporada 2011-2012, se produce su pase a Banfield, al cual llega con el objetivo de ascender a primera.
El domingo 15 de mayo de 2016 llegó a su partido número 400 en 17 años de carrera.

#### Dopaje positivo
El defensor registró un dopaje positivo en el encuentro de vuelta de la Promoción que Unión de Santa Fe perdió con Gimnasia y Esgrima de Jujuy 1 a 0, el 29 de junio de 2008. La sustancia consumida fue Tetrahidrocannabinol (derivado de la marihuana).
Sorprendió la sanción de apenas 5 meses, ya que la AFA había informado el 25/6/08 que de acuerdo a una resolución de la FIFA, en conjunto con el COI, debía ser sancionado por dos años "todo aquel jugador que diera un resultado positivo" sin importar la sustancia ingerida, como tampoco si se tratara de su primera vez. Pero el Tribunal consideró que no podía anteponerse a la Ley Nacional N.º 25.387, que establece una pena para el primer caso de un mínimo de tres meses y un máximo de dos años. Dicha ley es la que regula el tema del antidopaje en la Argentina, tiene vigencia desde 1997 y fue modificada en el 2001.
La sanción rigió desde el día del partido frente a los jujeños hasta el 30/11/08, luego de la cual pudo volver a jugar profesionalmente.

### Como entrenador
En 2018 inició su carrera como entrenador dirigiendo al equipo de Reserva de Unión en la Liga Santafesina, donde se consagró campeón. Dejó ese cargo para ser ayudante de campo de Nicolás Frutos en San Luis de Quillota. A mediados de 2019 regresó a Unión de Santa Fe para hacerse cargo de la Reserva. En 2020, tras la renuncia de Leonardo Madelón, dirigió al equipo de forma interina en un partido.

## Clubes

### Como jugador
| Club                    | País      | Año       |
| ----------------------- | --------- | --------- |
| Unión de Santa Fe       | Argentina | 1999-2006 |
| Barcelona               | Ecuador   | 2007      |
| Unión de Santa Fe       | Argentina | 2007-2008 |
| Ferro                   | Argentina | 2009      |
| Olimpo de Bahía Blanca  | Argentina | 2009-2011 |
| Atlético Tucumán        | Argentina | 2011-2012 |
| Banfield                | Argentina | 2012-2013 |
| Sarmiento de Junín      | Argentina | 2013-2014 |
| Tiro Federal de Rosario | Argentina | 2014      |
| Estudiantes de San Luis | Argentina | 2015-2017 |

### Como asistente técnico
| Club                 | País  | Año  |
| -------------------- | ----- | ---- |
| San Luis de Quillota | Chile | 2019 |

### Como entrenador
Actualizado el 30-11-2023
| Equipo                     | Div.                | Torneo      | Estadísticas | Estadísticas | Estadísticas | Estadísticas | Estadísticas | Estadísticas | Estadísticas | Estadísticas | Estadísticas |
| Equipo                     | Div.                | Torneo      | PJ           | G            | E            | P            | GF           | GC           | DG           | Efectividad% |              |
| -------------------------- | ------------------- | ----------- | ------------ | ------------ | ------------ | ------------ | ------------ | ------------ | ------------ | ------------ | ------------ |
| Unión (Liga) Argentina     |                     |             |              |              |              |              |              |              |              |              |              |
| 5.ª                        | Apertura 2018       | 19          | 6            | 9            | 4            | 24           | 20           | +4           | 47.37%       |              |              |
| 5.ª                        | Clausura 2018       | 19          | 9            | 8            | 2            | 28           | 14           | +14          | 61.4%        |              |              |
| Total                      | Total               | 38          | 15           | 17           | 6            | 52           | 34           | +18          | 55.86%       |              |              |
| Unión (Reserva) Argentina  |                     |             |              |              |              |              |              |              |              |              |              |
| Rva                        | 2019/20             | 23          | 6            | 9            | 8            | 25           | 27           | -2           | 39.13%       |              |              |
| Rva                        | Copa 2021           | 13          | 5            | 3            | 5            | 19           | 19           | 0            | 46.15%       |              |              |
| Rva                        | Campeonato 2021     | 25          | 4            | 11           | 10           | 21           | 33           | -12          | 30.67%       |              |              |
| Rva                        | Copa 2022           | 14          | 4            | 4            | 6            | 10           | 25           | -15          | 38.1%        |              |              |
| Rva                        | Campeonato 2022     | 27          | 9            | 9            | 9            | 24           | 24           | 0            | 44.44%       |              |              |
| Rva                        | Campeonato 2023     | 27          | 6            | 8            | 13           | 32           | 46           | -14          | 43.59%       |              |              |
| Rva                        | Copa 2023           | 14          | 0            | 4            | 10           | 5            | 22           | -17          | 9.52%        |              |              |
| Total                      | Total               | 143         | 34           | 48           | 61           | 136          | 196          | -60          | 34.97%       |              |              |
| Unión (Interino) Argentina |                     |             |              |              |              |              |              |              |              |              |              |
| 1.ª                        | Copa Superliga 2020 | 1           | 0            | 1            | 0            | 1            | 1            | 0            | 33.33%       |              |              |
| 1.ª                        | Campeonato 2021     | 2           | 2            | 0            | 0            | 4            | 1            | +3           | 100%         |              |              |
| 1.ª                        | Copa Santa Fe 2022  | 1           | 0            | 0            | 1            | 1            | 2            | -1           | 0%           |              |              |
| 1.ª                        | Campeonato 2023     | 2           | 0            | 0            | 2            | 1            | 8            | -7           | 0%           |              |              |
| 1.ª                        | Copa Santa Fe 2023  | 3           | 2            | 1            | 0            | 5            | 1            | +4           | 77.78%       |              |              |
| Total                      | Total               | 9           | 4            | 2            | 3            | 12           | 13           | -1           | 46.67%       |              |              |
| Total Unión                | Total Unión         | Total Unión | 190          | 53           | 67           | 70           | 200          | 243          | -43          | 41.1%        |              |

## Palmarés

### Campeonatos nacionales
| Título             | Club                   | País      | Año  |
| ------------------ | ---------------------- | --------- | ---- |
| Primera B Nacional | Olimpo de Bahía Blanca | Argentina | 2010 |